# 凌云 (1917年)
凌云（1917年6月29日—2018年3月15日），浙江嘉兴人，中国共产党及中华人民共和国官员，中华人民共和国国家安全部首任部长。

## 生平
1938年4月，参加中国共产党领导的革命工作并加入中国共产党，先后在山西新军教导第二师、山西青年军官教导团、晋绥军政民干部训练委员会工作。1939年12月到陕北公学学习，任校党总支委员，经办陕北公学保卫委员会具体业务。1941年8月起，历任中央直属机关党委组织干事、保卫委员会秘书，中央社会部科员、科长。
1947年冬，他随康生率领的土改工作团到达山东渤海区，任中央土改工作团团员、秘书。1948年8月，起历任中共潍坊特别市委委员、市公安局副局长，中共济南市委委员、市人民政府委员、市政府党组成员、市公安局副局长、局长。1952年2月起，历任公安部一局副局长、局长。1961年，兼任改造右派分子工作领导小组成员，1962年该领导小组因给右派分子摘帽面过大而受到中共中央批评。1965年任公安部党组成员、副部长。
文革爆发后，公安部被指责有一个“以罗瑞卿为首的地下黑公安部”。1966年6月5日，公安部党组副书记、副部长徐子荣，党组成员、副部长刘复之、凌云，政治部主任尹肇之等人被先后宣布边工作边审查。8月后，调沈阳军区副政委李震、二十一军政委施义之等人前来领导公安部的“文化大革命”，接着又调来41名军队干部对公安部实施没宣布军管的“军管”。12月12日，中共中央批准将徐子荣撤职审查，刘复之、凌云、尹肇之停职反省。公安部领导几乎全部被停止工作。1968年2月7日，中共中央批准谢富治《关于公安部改组情况的第一次报告》，成立公安部领导小组，原公安部干部除留85人（其中40人为借用）外，其余1000余人全部集中到中央政法干校办“学习班”接受审查。“学习班”期间，公安部干部受到法西斯式审查，225名干部、职工被诬为“叛徒”、“特务”、“反革命”、“走资派”，45人被逮捕入狱（其中包括副部长徐子荣、杨奇清、汪金祥、凌云、严佑民及17位局长、副局长)。1968年5月28日，谢富治、李震等人向中共中央提交报告称，挖出“地下黑公安部”，“公安部属于敌我矛盾的重点分子中有副部长7名，正副局长43名，正副处长63名”，并再次提出要“彻底砸烂地下黑公安部”。
复出后，凌云代表公安部参与执行1974年12月毛泽东指示特赦在押的国民党战犯的调研准备工作。1975年1月，第四届全国人民代表大会第一次会议任命国务院副总理华国锋兼公安部部长，恢复于桑的副部长的职务。1975年10月，任命杨奇清、严佑民、凌云、刘复之、黄庆熙为副部长。 
文革结束后，凌云任公安部党组副书记、副部长，1978年起兼国际政治学院党委书记、院长。1983年7月至1985年9月任国家安全部党组书记、部长。
1995年，《陈龙传》出版，凌云作序。
2004年9月30日离职休养。凌云是中共十二大代表，第三届、第五届全国人大代表。2018年3月21日，新华社发布消息：“中国共产党的优秀党员，久经考验的忠诚的共产主义战士，国家安全部原党组书记、部长凌云同志，因病于2018年3月15日在北京逝世，享年101岁。”5月13日，《人民日报》也刊发了讣闻。。